# 都道府県職業能力開発協会
都道府県職業能力開発協会（とどうふけんしょくぎょうのうりょくかいはつきょうかい）は、職業能力開発促進法に基づき1979年（昭和54年）に設立された各都道府県所管の特別の法律により設立される法人。厚生労働省、各都道府県、中央職業能力開発協会と密接な連携の元で、職業能力開発を促進するための各種事業を行う。中央職業能力開発協会の会員である．

## 主な業務
- 職業訓練指導員免許の申請における「厚生労働大臣が指定する講習（48時間講習）」の実施
- 技能検定の受検申請書の受付、都道府県技能検定委員の選任及び試験の実施
- 各都道府県技能競技大会
- 技能五輪全国大会・技能グランプリの都道府県代表選手の選定（県予選の実施）、都道府県選手団の結成

## 一覧
- 北海道職業能力開発協会
- 青森県職業能力開発協会
- 秋田県職業能力開発協会
- 山形県職業能力開発協会
- 岩手県職業能力開発協会
- 宮城県職業能力開発協会
- 福島県職業能力開発協会
- 栃木県職業能力開発協会
- 茨城県職業能力開発協会
- 群馬県職業能力開発協会
- 埼玉県職業能力開発協会
- 東京都職業能力開発協会
- 千葉県職業能力開発協会
- 神奈川県職業能力開発協会
- 新潟県職業能力開発協会
- 長野県職業能力開発協会
- 山梨県職業能力開発協会
- 静岡県職業能力開発協会
- 愛知県職業能力開発協会
- 岐阜県職業能力開発協会
- 三重県職業能力開発協会
- 富山県職業能力開発協会
- 石川県職業能力開発協会
- 福井県職業能力開発協会
- 滋賀県職業能力開発協会
- 京都府職業能力開発協会
- 奈良県職業能力開発協会
- 和歌山県職業能力開発協会
- 大阪府職業能力開発協会
- 兵庫県職業能力開発協会
- 岡山県職業能力開発協会
- 広島県職業能力開発協会
- 鳥取県職業能力開発協会
- 島根県職業能力開発協会
- 山口県職業能力開発協会
- 香川県職業能力開発協会
- 愛媛県職業能力開発協会
- 徳島県職業能力開発協会
- 高知県職業能力開発協会
- 福岡県職業能力開発協会
- 佐賀県職業能力開発協会
- 長崎県職業能力開発協会
- 熊本県職業能力開発協会
- 大分県職業能力開発協会
- 宮崎県職業能力開発協会
- 鹿児島県職業能力開発協会
- 沖縄県職業能力開発協会

## 不正支出問題
会計検査院は、都道府県職業能力開発協会のうち、無作為に選んだ8県（岩手、宮城、栃木、新潟、石川、福井、島根、広島）の各協会に対して調査を行い、8県全ての協会で、職員らによる飲食などに計約3,410万円の不正支出があったことを2009年5月に指摘した。このうち、福井県の協会では2002年度から2005年度までに約1,585万円の不正支出があり、宴会に女性コンパニオンを呼んでいたことも判明した。